# Instrument of Government

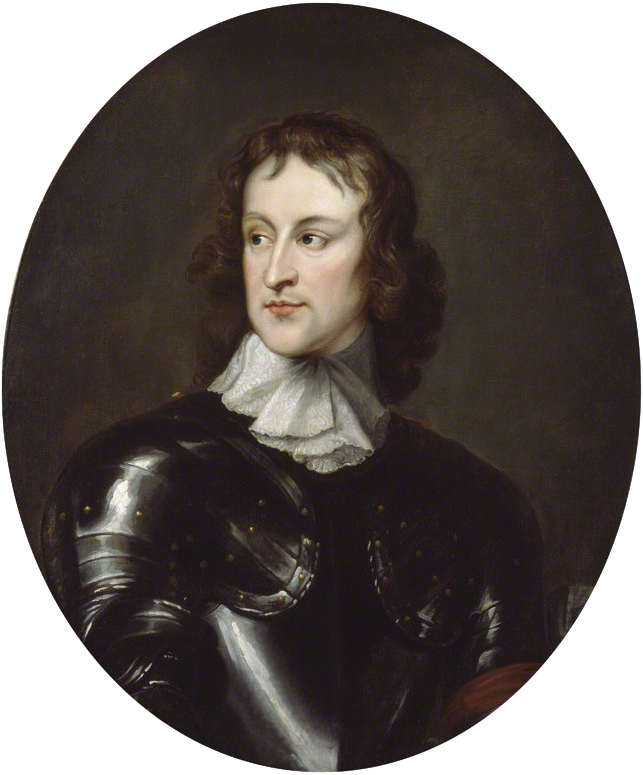
John Lambert, instigateur de lInstrument of Government.

L'Instrument of Government est l'ancienne Constitution du Commonwealth de l'Angleterre, l'Écosse et l'Irlande. Proposé par John Lambert en 1653, elle est la première Constitution  écrite et codifiée dans le monde anglo-saxon.

## Origine
L'Instrument of Government incorpore des éléments d'un document antérieur Heads of Proposals qui avait été adoptés en 1647 par le Conseil des Officiers de l'Armée en vue de servir de base à un règlement constitutionnel avec le roi Charles Ier après la défaite de ce dernier lors de la Première guerre civile anglaise. Charles avait rejeté ces propositions, mais le Conseil de l'Armée les avaient maintenues en alternative aux propositions plus radicales Agreement of the People présentées par les Niveleurs et leurs partisans aux débats de Putney.
Le 4 janvier 1649, le Parlement croupion décrète que la souveraineté appartient au peuple et est exercée par ses représentants élus. En conséquence, les lois n'avaient pas à être soumises à la Chambre des lords, ni recevoir une sanction royale. Deux jours plus tard, la Chambre des communes créait une Haute Cour de Justice chargée de juger Charles Ier.
Le 17 mars le Parlement abolit la monarchie puis supprime la Chambre des lords. Le 29 mai 1649, il adopté la Loi instituant le Commonwealth.

## Contenu
Après l'échec du Parlement de Barebone, John Lambert fait adopter le 15 décembre 1653 la Constitution qui ouvre la période du Protectorat d'Oliver Cromwell.
L'Instrument of Government confère le pouvoir exécutif au Lord Protector. La fonction est élective et non héréditaire, mais Oliver Cromwell est nommé à vie. Le Protecteur est assisté d'un Conseil de 21 membres dont les quinze premiers sont nommément désignés à l'article 25 ; les six derniers sont au choix du Protecteur. Il est exigé la convocation des parlements triennaux dont la session ne peut être inférieure à cinq mois. Le Parlement est composé de 400 membres pour l'Angleterre et le Pays de Galles, de 30 pour l'Écosse et 30 pour l'Irlande. Mais le suffrage universel masculin est écarté ; il est remplacé par un système censitaire dans lequel les catholiques sont exclus du vote. Le Parlement vote la loi ; le Protecteur dispose d'un véto suspensif de 20 jours

## Remplacement
En Janvier 1655, Cromwell dissout le premier Parlement du Protectorat, inaugurant une période de domination militaire par les généraux nommés à la tête de circonscriptions.
L'Instrument du gouvernement est remplacé le 25 mai 1657 par la seconde et dernière Constitution codifiée de l'Angleterre, la Humble Petition and Advice

### Source
- (en) Cet article est partiellement ou en totalité issu de l’article de Wikipédia en anglais intitulé « Instrument of Government » (voir la liste des auteurs).